# Конституция Северной Дакоты
Конституция Северной Дакоты — основной юридический документ американского штата Северная Дакота. Она состоит из преамбулы и четырнадцати статей.
Поправки к Конституции Северной Дакоты всегда требовали одобрения большинством голосующих. В 1889—1914 годах право предлагать поправки к Конституции принадлежало Законодательному собранию Северной Дакоты. В 1914 году была введена конституционная инициатива избирателей, и в период с 1914 по 2012 год 74 инициированные поправки были рассмотрены избирателями Северной Дакоты.
В последние годы в конституцию Северной Дакоты несколько раз вносились поправки. Среди этих поправок была поправка 2012 года, юридически предписывающая приведение к присяге государственных служащих. В 2016 году избиратели Северной Дакоты гарантировали определённые права жертвам преступлений. В 2018 году избиратели добавили новую статью о создании комиссии по этике, отвечающей за принятие правил, касающихся прозрачности, коррупции, выборов и лоббирования, а также за расследование предполагаемых нарушений этих правил. В 2022 году избиратели штата одобрили поправку, ограничивающую срок полномочий губернатора, представителей штата и сенаторов в Законодательном собрании двумя четырёхлетними сроками. Поправка распространяется только на лиц, избранных после 1 января 2023 года.
С момента принятия 1 октября 1889 года в Конституцию Северной Дакоты вносились поправки 164 раза.